# Дюрнау (Гёппинген)
Дюрнау (нем. Dürnau) — община в Германии, в земле Баден-Вюртемберг.
Подчиняется административному округу Штутгарт. Входит в состав района Гёппинген. Население составляет 2083 человека (на 31 декабря 2010 года). Занимает площадь 5,37 км².